# Gruppo di Bondi-Metzner-Sachs
Nell'ambito della teoria della Relatività, il gruppo di Bondi-Metzner-Sachs (BMS), o gruppo di Bondi-van der Burg-Metzner-Sachs, è un gruppo di simmetria che si applica allo spaziotempo a infinita distanza da una singolarità (buco nero), dove gli effetti gravitazionali tendono asintoticamente a zero e di conseguenza lo spaziotempo tende allo spazio piatto di Minkowski. Più precisamente la simmetria è applicata alle geodetiche nulle, cioè alle traiettorie percorse dalla luce e dalle onde gravitazionali, che sono quindi invarianti per le trasformazioni del gruppo. 
È stato originariamente formulato nel 1962 da Hermann Bondi, M. G. J. van der Burg, A.W. K. Metzner e Rainer K. Sachs per studiare il flusso di energia all'infinito dovuto alla propagazione delle onde gravitazionali e viene considerato un lavoro pionieristico e seminale. Nella sua autobiografia, Bondi considera l'opera del 1962 come la sua "migliore opera scientifica".

## Il lavoro originale di Bondi, van der Burg, Metzner e Sachs
Di primo acchito verrebbe intuitivo pensare che le simmetrie da applicare allo spaziotempo a distanza infinita (asintotica) da delle singolarità, ossia per osservatori situati lontano da tutte le sorgenti del campo gravitazionale, dovrebbero essere le stesse dello spaziotempo piatto della Relatività ristretta, cioè il gruppo di Poincaré, che è un gruppo a dieci dimensioni, essendo le possibili simmetrie date dalle sei trasformazioni del gruppo di Lorentz (i tre boost di Lorentz e le tre rotazioni nello spazio) e le quattro traslazioni spaziotemporali.
Invece, per caratterizzare la simmetria asintotica del campo gravitazionale, Bondi, van der Burg, Metzner e Sachs iniziarono imponendo condizioni al contorno molto più generali alle geodetiche nulle, senza assunzioni a priori sul sottostante gruppo di simmetria e non dando per scontata nemmeno la sua stessa possibile esistenza. Quello che scoprirono è che le trasformazioni di simmetria asintotica formano effettivamente un gruppo e la struttura di questo gruppo non dipende dal particolare campo gravitazionale presente. Ossia lo studio della cinematica dello spaziotempo risulta separato da quello della dinamica del campo gravitazionale, almeno per punti all'infinito. Il gruppo così scoperto, oggi noto come gruppo BMS, ha infinite dimensioni, a differenza delle dieci del gruppo di Poincaré che risulta essere un sottogruppo del primo. Infatti nel gruppo BMS, oltre alle trasformazioni di Poincaré, si aggiungono altre trasformazioni, note come supertraslazioni e superrotazioni, queste ultime proposte nel 2010.
In quanto estensione infinito-dimensionale del gruppo di Poincaré, il gruppo BMS condivide con esso una struttura simile, infatti è un prodotto semidiretto tra il gruppo di Lorentz e il gruppo abeliano delle infinite supertraslazioni, anziché con il gruppo abeliano quadridimensionale delle traslazioni spaziotemporali. Quest'ultimo è un sottogruppo normale del primo.

## Sviluppi successivi
A partire dal 2016, in concomitanza con l'annuncio dell'osservazione diretta delle prime onde gravitazionali, una serie di articoli ha riportato in auge l'interesse per questo gruppo, grazie all'osservazione di Andrew Strominger secondo cui la simmetria del gruppo BMS, opportunamente modificata, potrebbe essere vista come una riformulazione in teoria quantistica dei campi (QFT) del teorema del gravitone "molle" (cioè a basse energie) in grado di mettere in relazione la QFT infrarossa (a basse energie) con le simmetrie spazio-temporali asintotiche della Relatività e con l'effetto memoria gravitazionale, dando vita a una terna di relazioni noto come triangolo di Pasterski-Strominger-Zhiboedov.